# Пайаний
Пайаний (лат. Paianius) — восточноримский политический деятель первой четверти V века.
Его двоюродным братом был епископ Мопсуестии Феодор. В 404 году Пайаний занимал должность префекта Константинополя. Он был другом и сторонником Иоанна Златоуста, с которым состоял в переписке.